# 佐々木渚紗
佐々木 渚紗（ささき なぎさ、1984年12月10日 - ）は、日本の元AV女優。

## 略歴
2006年2月、ビデオメーカー・シャイ企画の専属女優としてAVデビュー。

## 出演作品

### アダルトビデオ
2006年
- Surprise（2月28日、シャイ企画） ※デビュー作
- Scream（3月31日、シャイ企画）
- ALIVE（4月28日、シャイ企画）
- 痴女ホテル 2（5月20日、イマージュ）共演:真中莉子、さくらの、笠木あやか、藤沢ひな、咲あいら、若葉ひな、華美月、真瀬ゆいの、栗原まき
- ONE+GAL 7（6月30日、ゴリラプロジェクト）他出演:高島みく、柴田なみ
- エロメス この女セックス狂 2（7月6日、ディープス）
- 挑発女教師 魔性のオンナ（8月20日、イマージュ）他出演:高樹紗里奈
- 悪い中出し（8月24日、ケイ・エム・プロデュース）他出演:星優乃、島田香奈、吉川萌
- イケナイ家庭教師姉妹（9月15日、LEO）共演:さくらの、山口真里
- 職業、AV女優 佐々木渚紗 「本当にやられたかったコト」（10月24日、エイチエス映像）

2007年
- 月刊クビレクイーン 3（1月27日、LEO）他出演:さくらの、畑野ゆずき、海老名優、長井円香
- メスノート（10月24日、ワンピース）

2008年
- カワイイ子だけに中出ししちゃいました。 4時間 2（3月14日、TMA）他出演:中川瞳、水原みなみ、宝月ひかる、一色あずさ、友恵ゆい、池内あこ、結城鈴、大城舞衣子
- 人気AV女優を男サウナに乱入させて逆痴漢（3月15日、アレックス）共演:笠木あやか、瀬名ゆうり、秋本由香里　他出演:若菜ひな、長澤りか、青木瀬奈、藤沢ひな、華美月

2009年
- カワイイ子だけに中出ししちゃいました。 4時間 4（1月9日、TMA）他出演:あすかりの、園原りか、高瀬七海、愛嶋リーナ、大空あかね、愛沢ひな、上原のぞみ